# Civico museo archeologico di Bergamo
Il Civico museo archeologico di Bergamo, che si trova in piazza Cittadella n. 9 a Bergamo, si compone di diverse sezioni: preistorica, egizia, romana, paleocristiana e longobarda.

## Storia

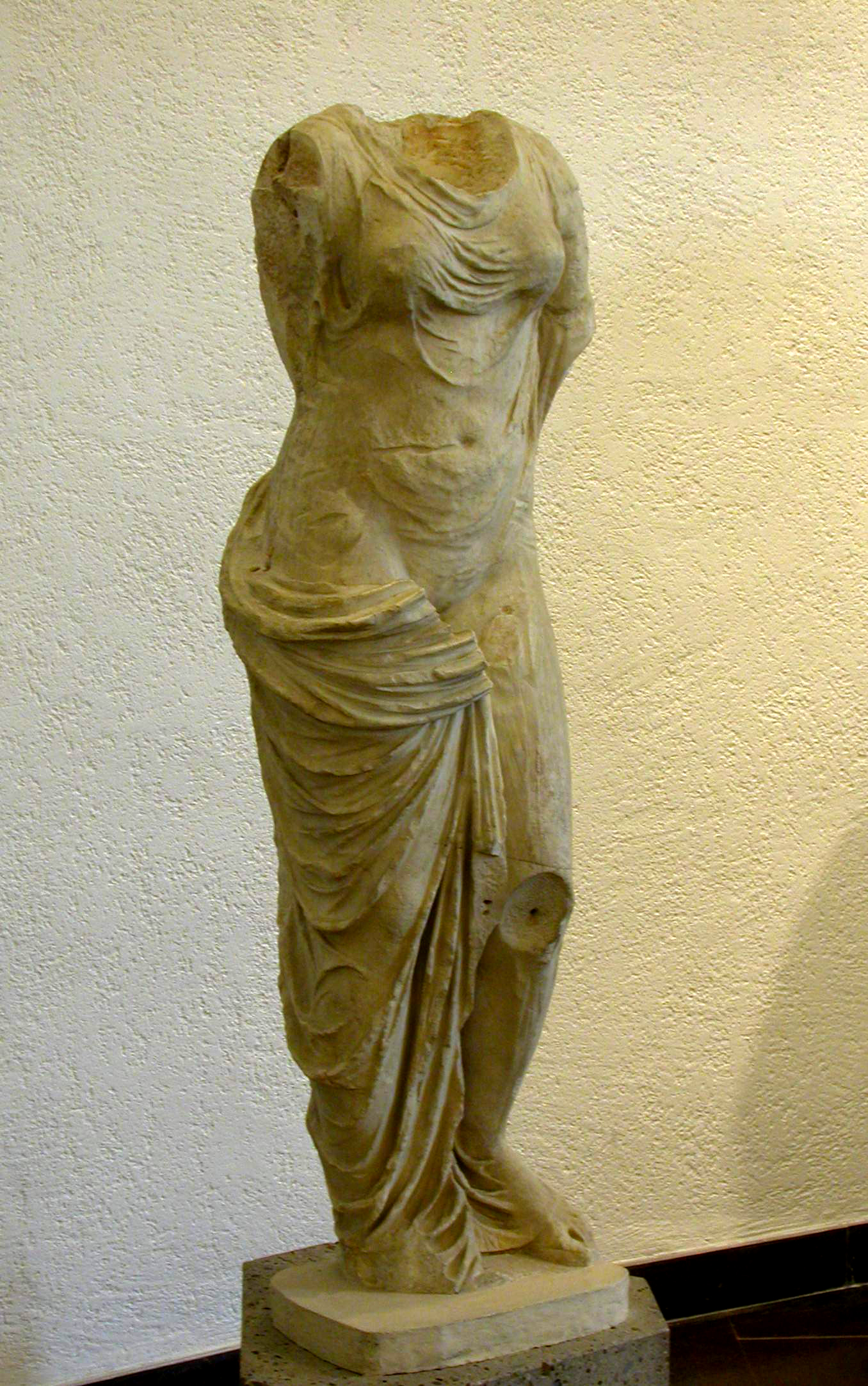
Afrodite

Il museo venne fondato nel 1561 e ospitato nella loggia sotto il Palazzo della Ragione.
In seguito, nel 1770, la collezione venne trasferita in un edificio sopra il Fontanone.
Dopo l'arricchimento, dovuto alle collezioni del conte Paolo Vimercati Sozzi e di Gaetano Mantovani (che erano state riunite in un'unica sede, la Rocca), nel 1960 il museo venne riallestito nel palazzo Visconteo della Cittadella, sua sede attuale. Con questa sistemazione fu riorganizzato secondo criteri più moderni e con un'attenzione particolare verso la didattica, concretizzata in un più stretto rapporto con le scuole.
Nel 1981 è stato fondato il Centro Didattico-culturale, che si occupa di attività rivolte alle scuole e in questa azione collabora l'Associazione Amici del Museo istituita nel 1982.
Il Museo Archeologico assume una particolare importanza per la conoscenza storica di Bergamo e del suo territorio, testimoniandone, con i propri reperti, l'evoluzione e le influenze delle genti, che l'hanno attraversati, sullo sviluppo sociopolitico della comunità che vi si andava formando. Non deposito imbalsamato di muti reperti archeologici ma memoria parlante del percorso storico vissuto dal territorio.
Lo sviluppo espositivo descrive didascalicamente, secondo moderni principi museali, le avventure della storia che ha interessato la bergamasca dalle più lontane origini al Basso Medioevo.
Il museo pubblica anche la rivista Notizie Archeologiche Bergomensi.

## Sezione preistorica
La sezione preistorica comprende:

### Neolitico antico
- Asce di pietra levigata rinvenute a Mozzanica

### Età del Rame
- ceramiche e oggetti ornamentali, tra cui una collana di denti e alcune perline di calcite, asce-martello di pietra levigata, trovate a Castione della Presolana e a Fornovo San Giovanni oltre a tre asce piatte del IV - III millennio a.C. rinvenute in altra parte del territorio bergamasco.

### Età del Bronzo
- asce di bronzo ritrovate a Lovere e  a Costa di Monticelli;
- oggetti di uso comune o rituale, vasellame, armi (secoli X e VIII a.C.).

### Cultura di Golasecca (I età del Ferro)
- lingotti di bronzo trovati a Parre (inizi V secolo a.C.)
- oggetti di ornamento (VI-V secolo a.C.)  rinvenuti a Verdello, a Zanica, a Osio Sopra e a Fornovo San Giovanni
- ornamenti, vasellame bronzeo di produzione locale o di importazione dall'Etruria provenienti dalla necropoli di Brembate Sotto.
- Ceramiche e frammenti di oggetti ornamentali di bronzo, tra cui pendagli e fibule (V secolo a.C.)

### II età del Ferro
- Borraccia e brocca in bronzo, da una tomba di Calcinate, I secolo a.C.
- Balsamario di alabastro, frammento di specchio d'argento, un cottabo e degli strigili, provenienti da una sepoltura di Misano

## Sezione egizia
La sezione egizia (visitabile per carenza di spazi espositivi) comprende:
- Statuetta risalente alla XXII dinastia, X secolo a.C. circa
- sarcofago da Luxor donato da Giovanni Venanzi nel 1885
- sarcofago di Ankhekhonsu, del 900-800 a.C.

## Sezione romana e paleocristiana

### Il lapidario
Il lapidario comprende epigrafi databili fra il I e il III secolo d.C. suddivise in tre categorie: iscrizioni sepolcrali, iscrizioni sacre e iscrizioni onorarie o relative a opere pubbliche.
Fanno parte delle iscrizioni sepolcrali:

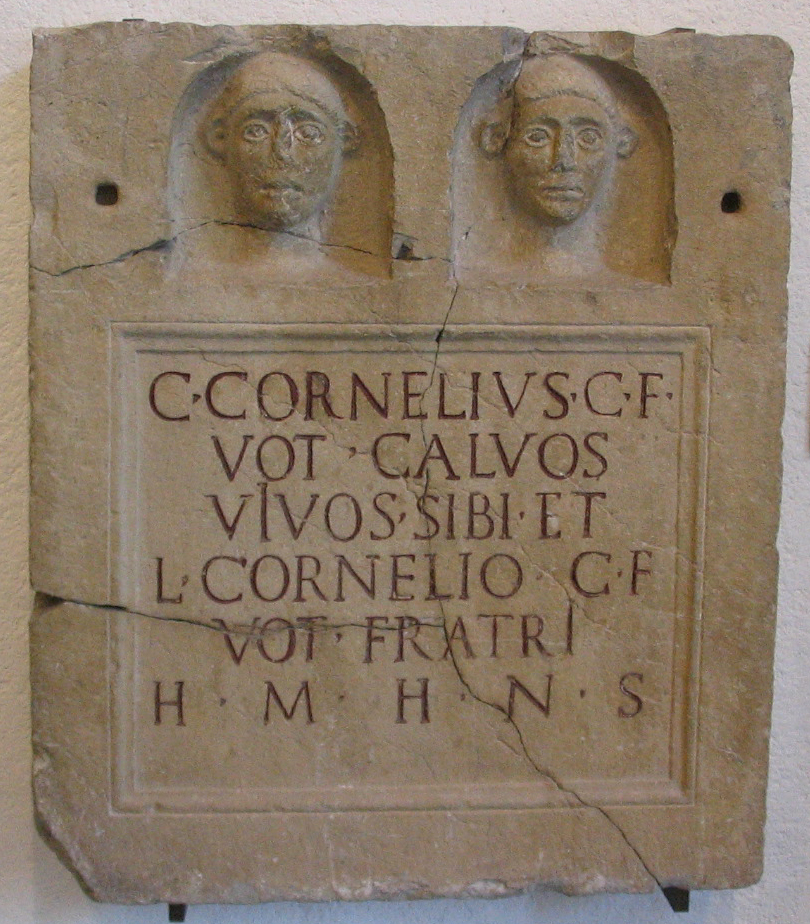
Stele Cornelio

- Stele funeraria centinata di Publio Marcio (I secolo d.C.), rinvenuta a Clusone
- Stele di San Paolo d'Argon, dedicata a Marco Sertorio Fausto e a Sertoria Benigna
- Ara funeraria di Lucio Elio Tauro, trovata a Lurano
- Lastra funeraria di Quinto Rustio Secondo, trovata ad Urgnano
- Lastra funeraria con i ritratti di Cornelio Calvo e del fratello (inizio I secolo d.C.)
- Lastra che ricorda Caio Loreio Filogene e la moglie Domestica

Fanno parte delle iscrizioni sacre:
- Ara sacra dedicata al dio Silvano da Marziale Reburro, da Lemine (II secolo d.C.)
- Ara sacra dedicata al dio Mitra del II-III secolo d.C., da via Arena sotto il monastero di Santa Grata
- Ara sacra dedicata a Giove e a tutti gli dei e le dee, rinvenuta presso la Rocca

Fanno parte delle iscrizioni onorarie o relative a opere pubbliche:
- Lastra proveniente da Scano, in onore di un quattuorviro
- Frammento di blocco architettonico con un'iscrizione in cui si parla di un certo Tirso
- Piccolo frammento proveniente da Stezzano, pertinente a un'epigrafe dedicata all'imperatore Antonino Pio
- miliario di Verdello
- Lastra con epigrafe che ricorda la spesa sostenuta da Crispus e dalla moglie Sedata per donare alla città di Bergamo due porte e il tratto di mura compreso tra esse, rinvenuto in via Porta dipinta, I-II secolo d.C.
- Lapide onoraria di Publio Mario Luperciano, derivante dalla Basilica di S.Alessandro, fine I-inizio II secolo d.C., probabilmente appartenente al Foro romano che doveva trovarsi forse tra l'attuale piazza Vecchia e il Mercato del pesce.
- Iscrizione in cui si ricorda che Lucio Cluvieno Aniense, donò alla città di Bergamo i bagni e la canalizzazione per portarvi le acque.

### Altri reperti

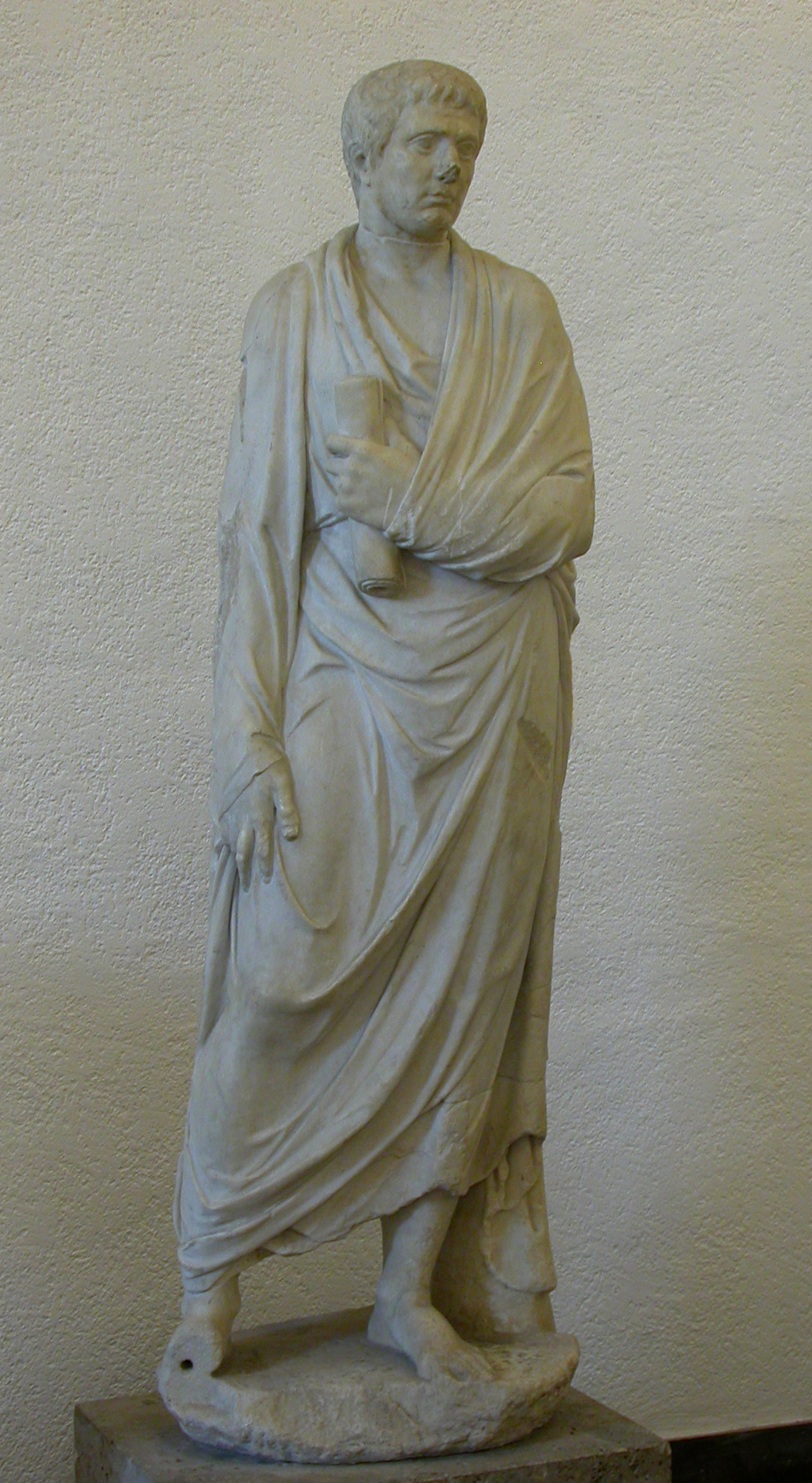
Palliato

- statua chiamata la Grande Ercolanese (fine del I e agli inizi del II secolo d.C.), proveniente probabilmente dall'area del foro
- Frammento di parete affrescata con un pavone, (I secolo d.C.) dalla domus di via Arena, probabilmente edificata nel II-I secolo a.C. e abitata fino al IV-V secolo d.C.
- Torso di efebo, copia romana del Kiniskos di Mantinea di Policleto (prima metà del I secolo a.C.
- Statua femminile in veste di Afrodite, I secolo a.C.
- Statua della cosiddetta Pudicitia, databile alla fine del II e ai primi del I secolo a.C.
- Statua di un Palliato, prima metà del I secolo a.C.
- Statua onoraria o funeraria di un personaggio maschile togato (75-50 a.C.)
- Statua di Minerva, II secolo d.C.

## Sezione paleocristiana e longobarda

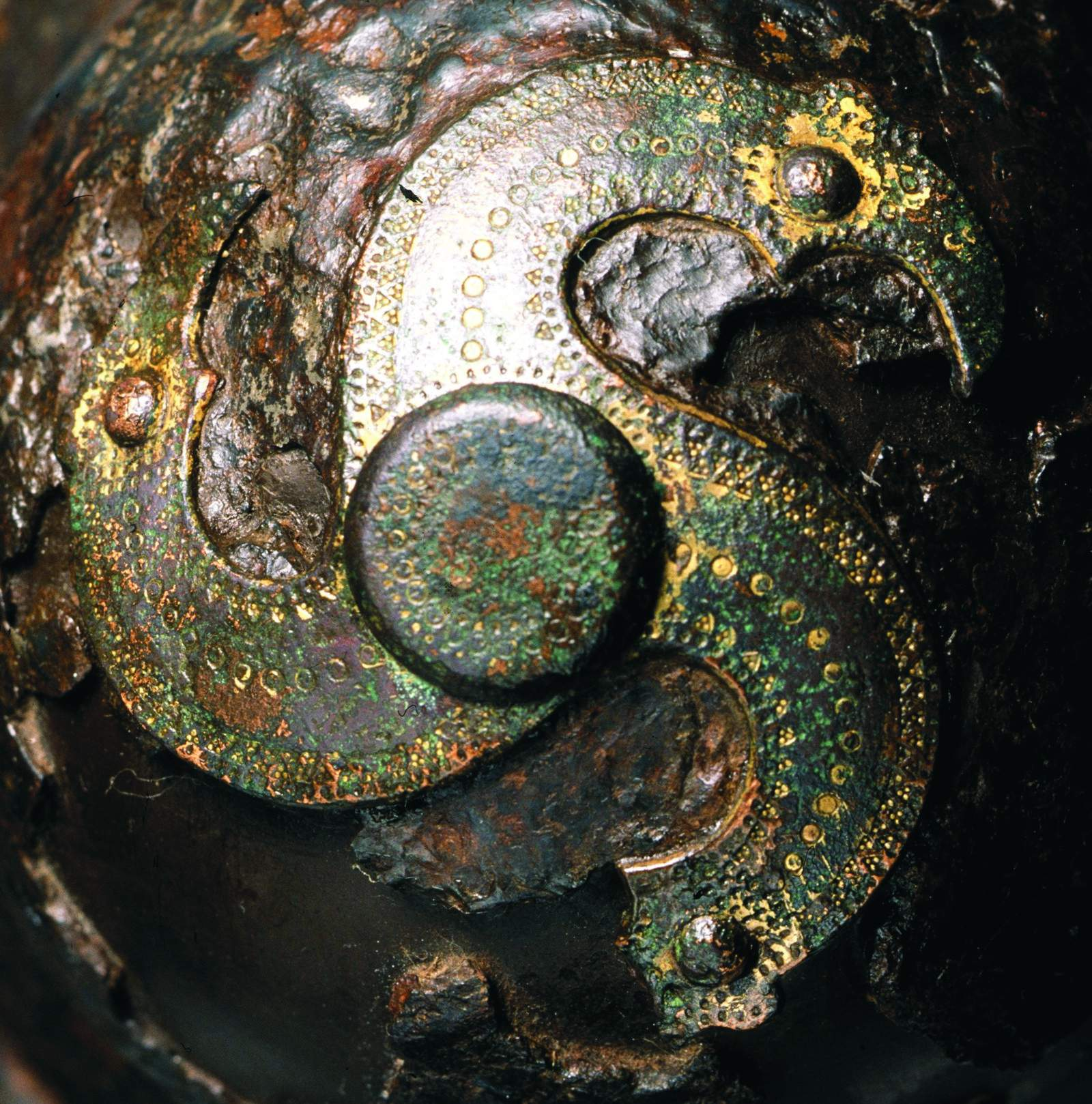
Umbone longobardo

- Fibula a staffa in argento, rinvenuta a Stezzano in una tomba ostrogota, V-VI secolo
- Fibula a staffa in argento dorato, ago crinale in argento e due perle in pasta vitrea policroma, provenienti da una sepoltura di Fornovo San Giovanni
- Croce in sottile lamina d'oro di origine longobarda, rinvenuta nella zona di Loreto
- Spada in ferro, coltellaccio e umbone di scudo, da Fornovo San Giovanni

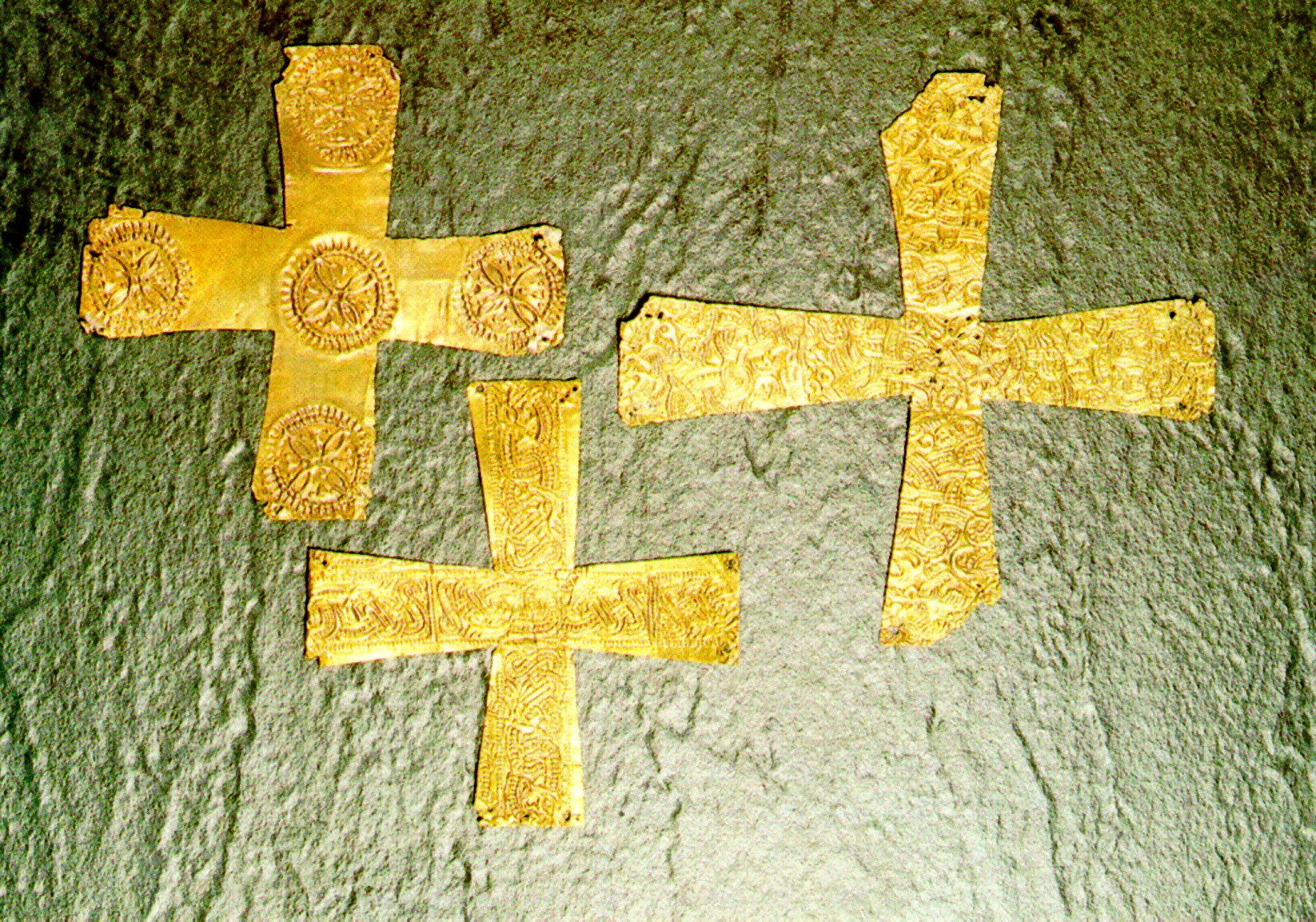
Crocette longobarde

- Sperone in ferro da una tomba longobarda di Zanica, fine VI-VII secolo
- Guarnizioni per cintura dalla necropoli di Castelli Calepio
- Tre crocette auree e una coppia di speroni (fine del VII secolo d.C.) trovati in una tomba a Zanica
- monili bronzei, tra cui una fibula cruciforme, due armille, due anelli e due orecchini provenienti da Onore

## Servizi
- Esposizioni temporanee
- Pubblicazioni
- Biblioteca
- Fototeca
- Visite guidate
- Percorsi didattici e laboratori per le scuole
- Incontri a tema
- Percorsi a tema
- Conferenze
- Corsi di aggiornamento per insegnanti

## Galleria d'immagini

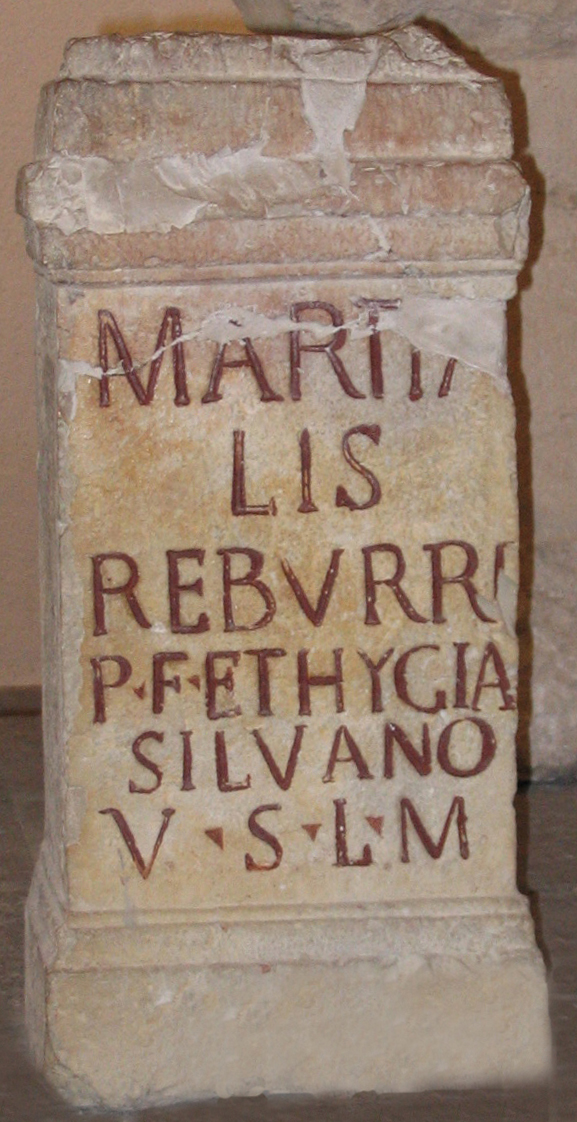
Ara al dio Silvano
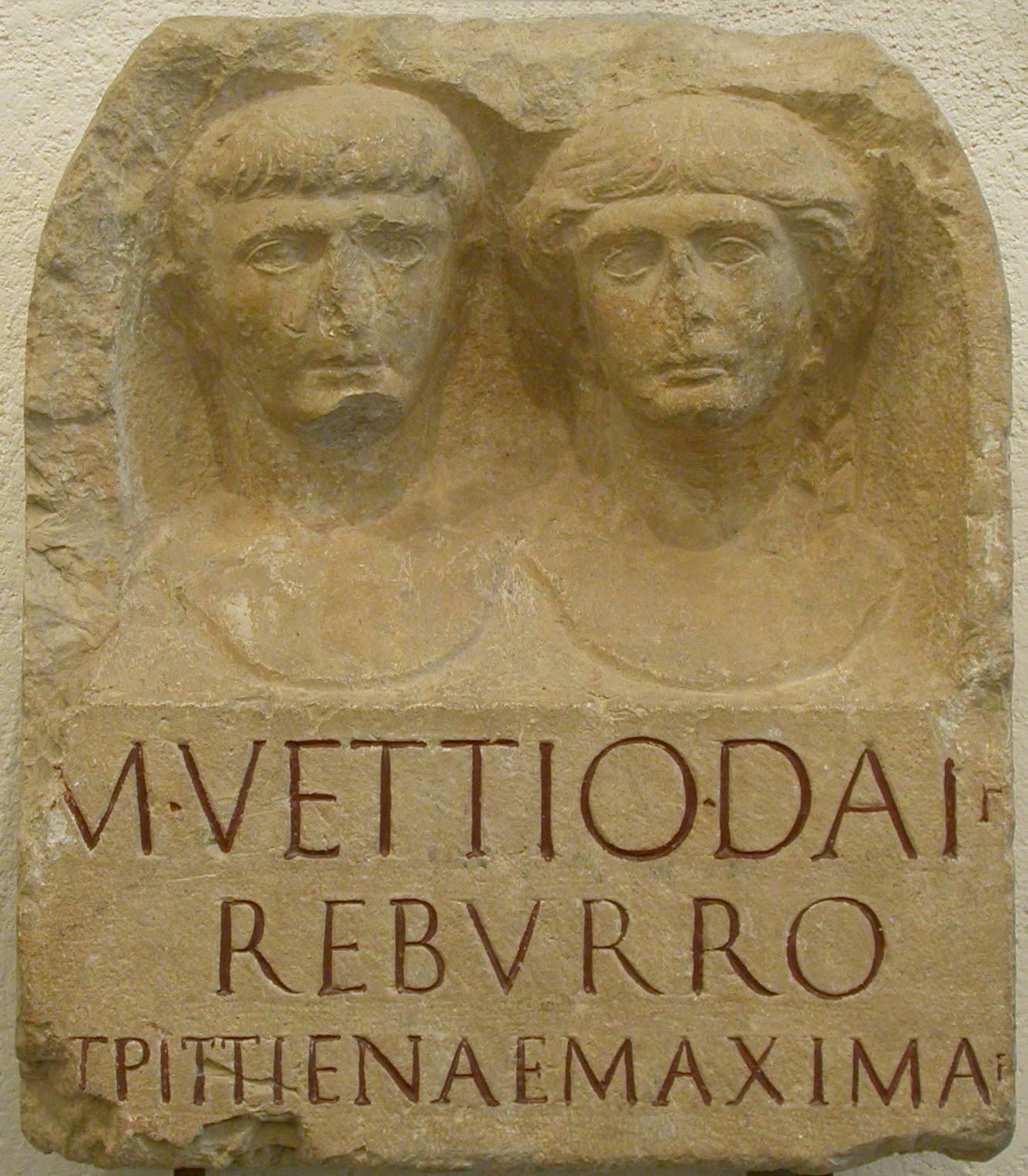
Stele Reburro
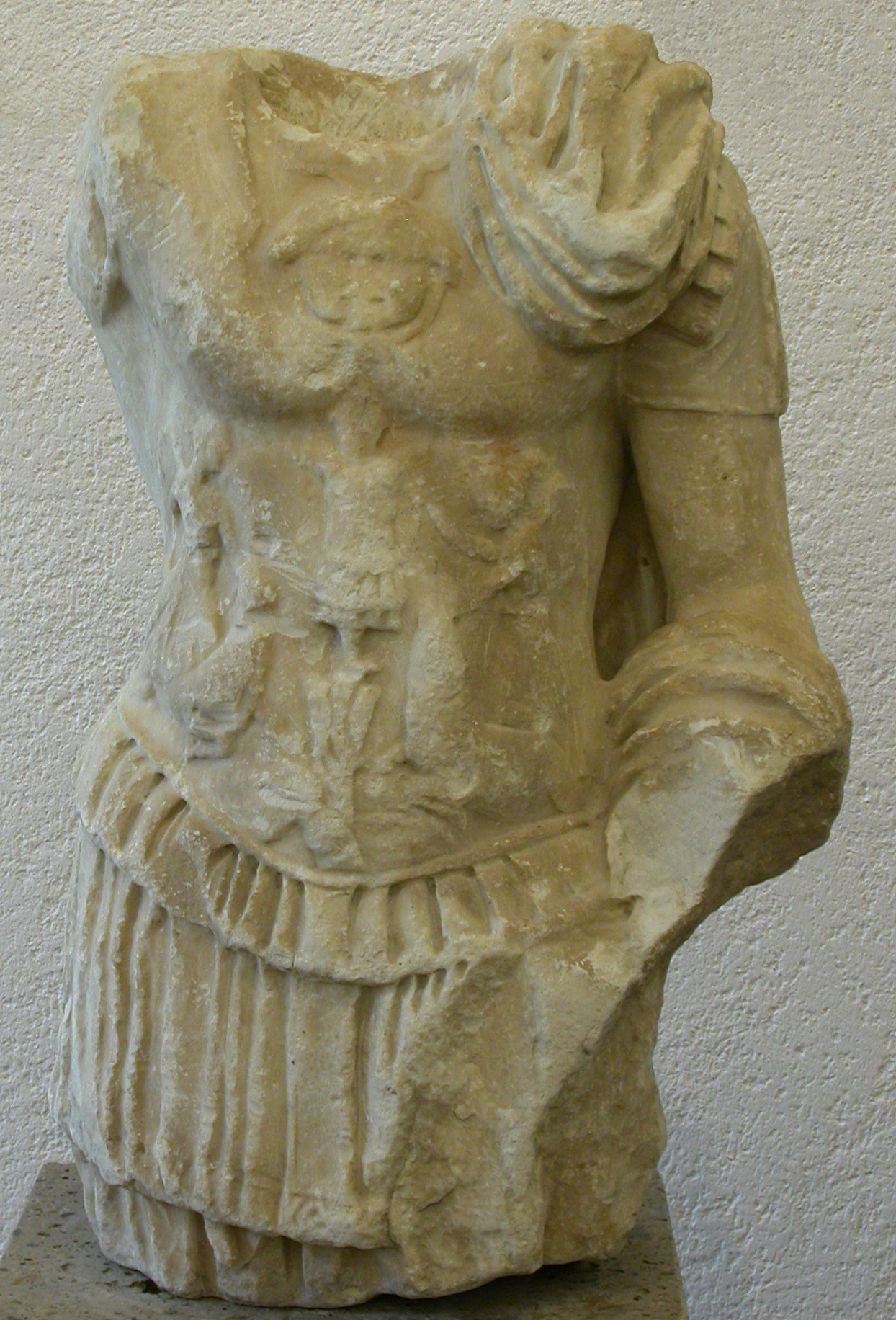
Loricato
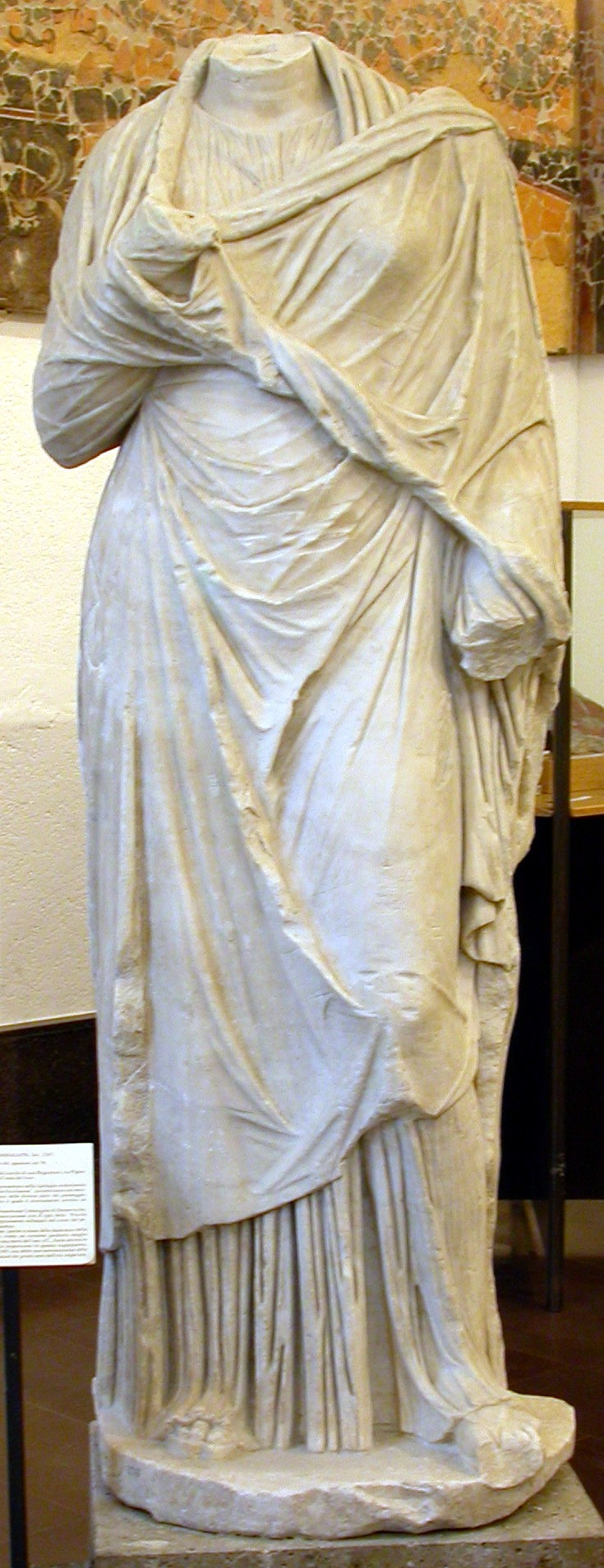
Grande Ercolanese
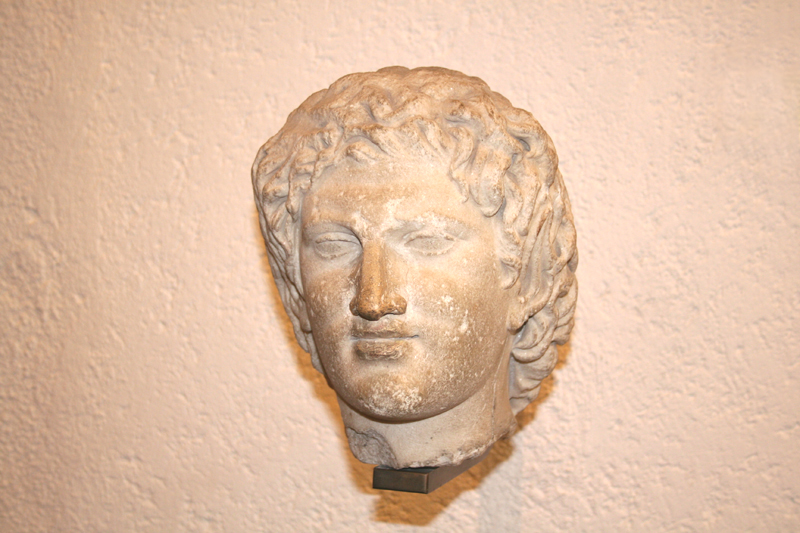
Satiro
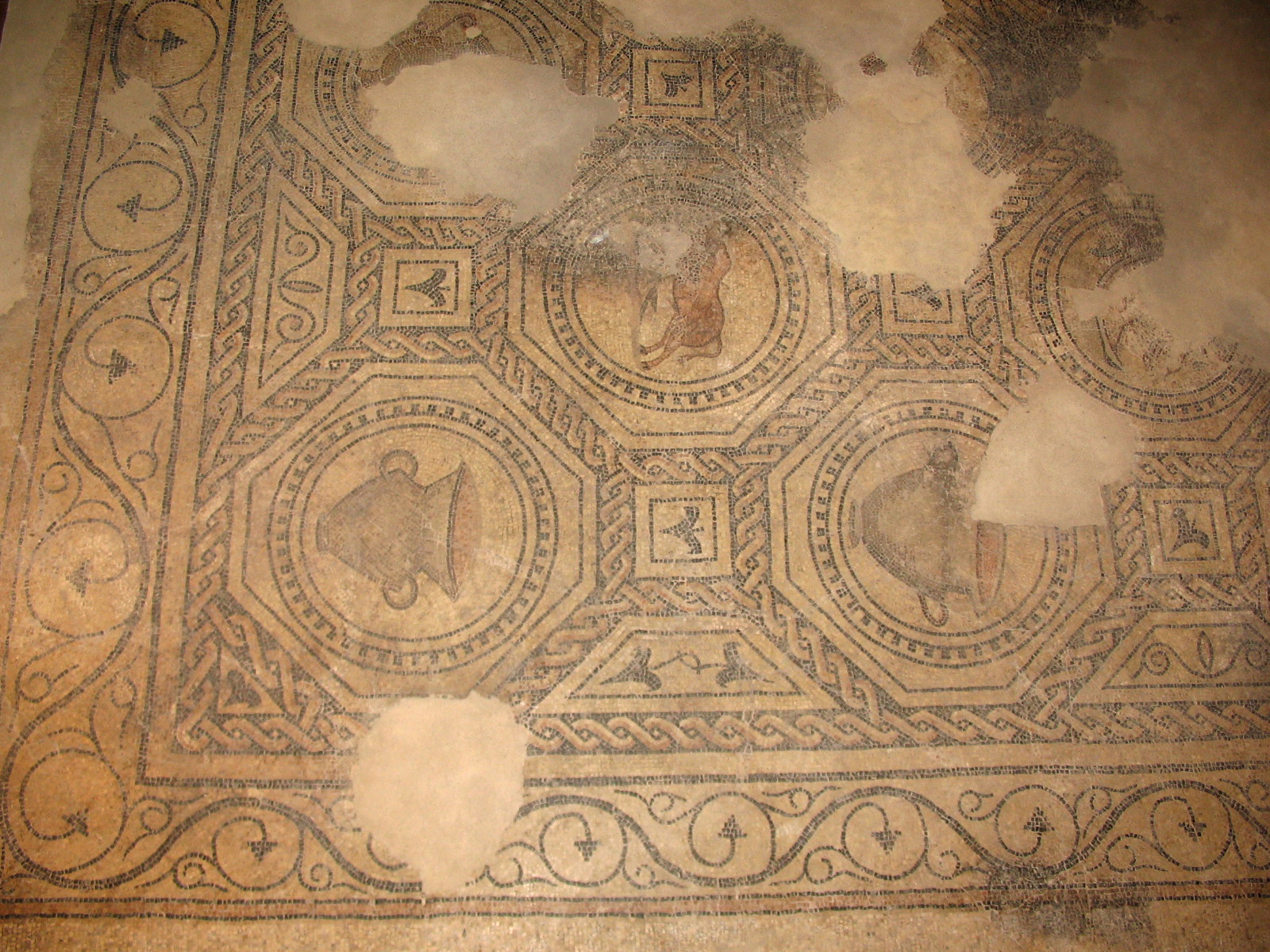
Mosaico romano
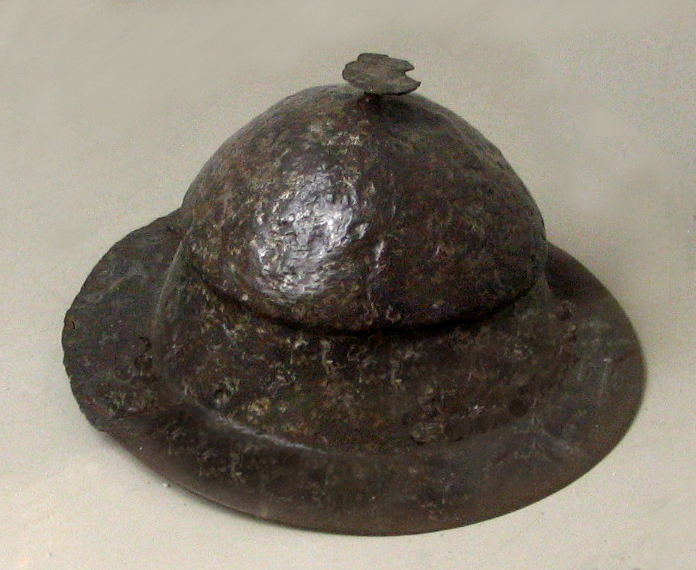
Umbone longobardo
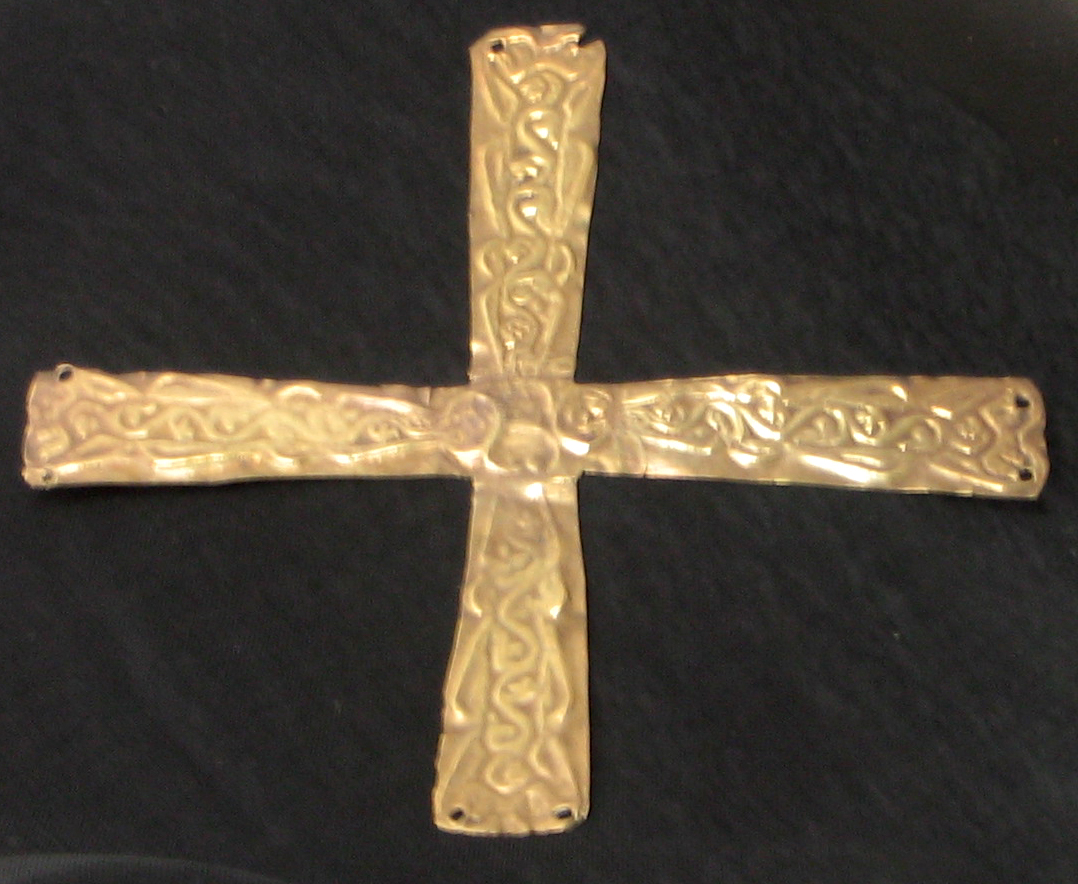
Crocetta longobarda
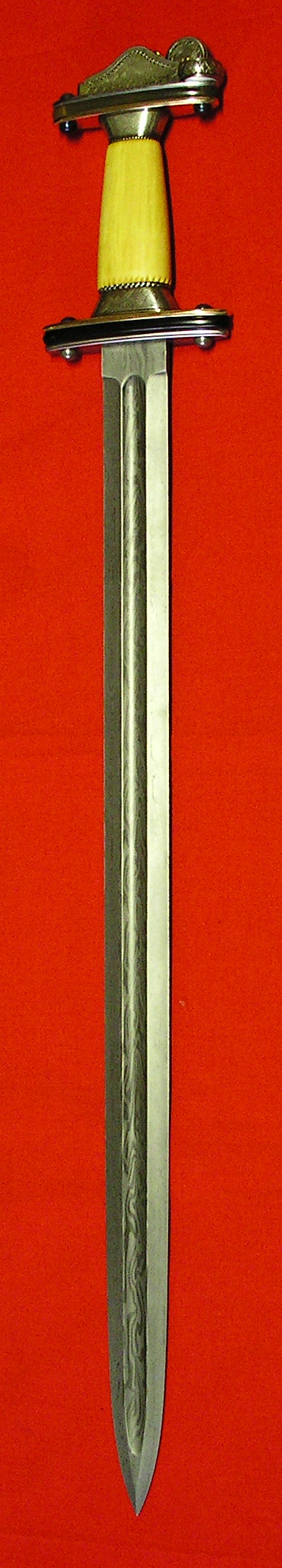
Spada longobarda
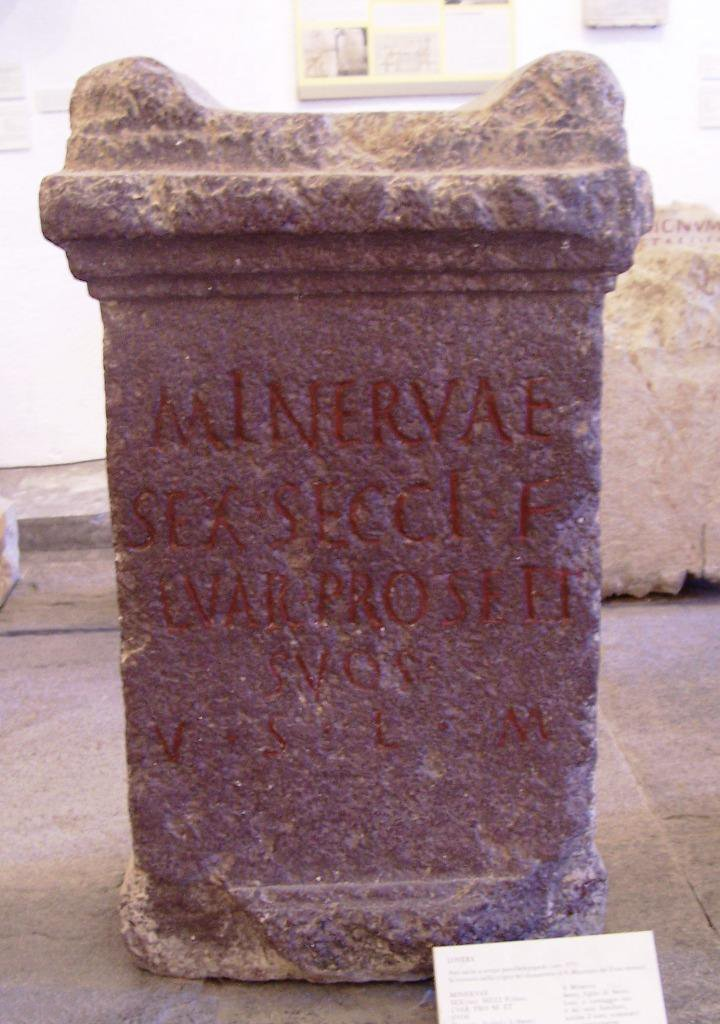
Ara di Lovere (Val Camonica)
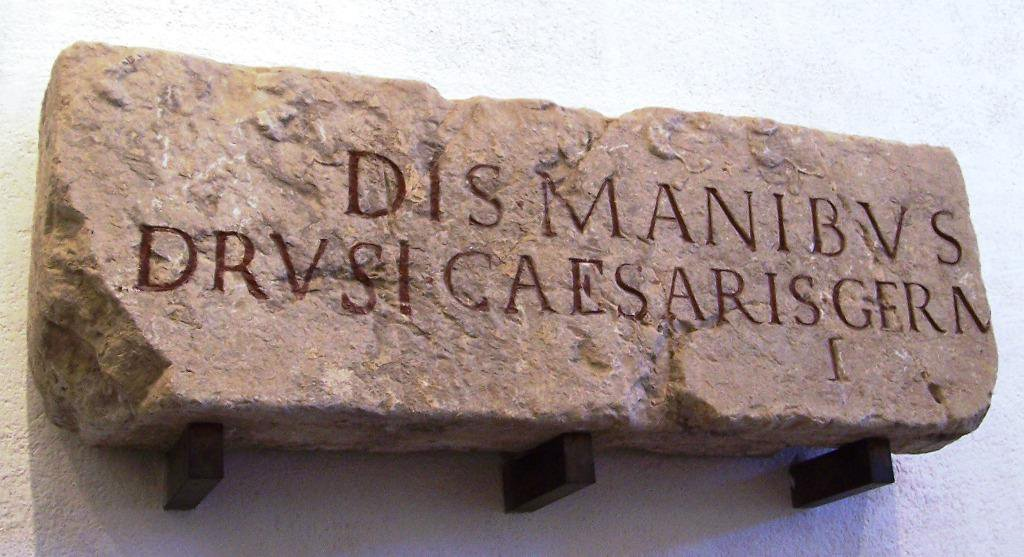
Lastra di Plemo (Val Camonica)
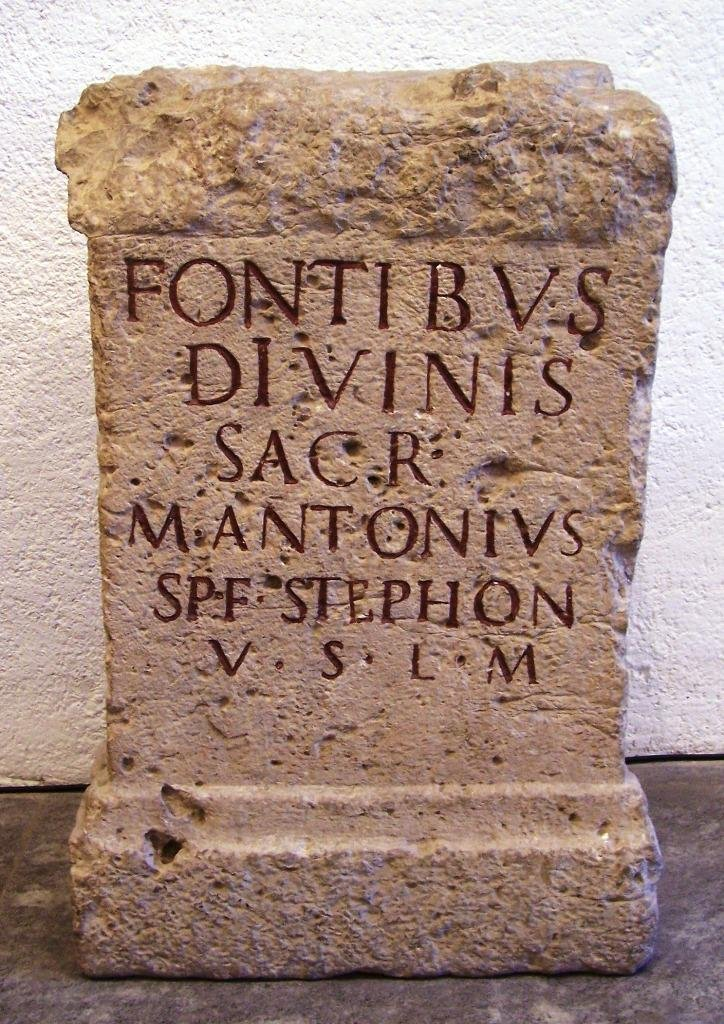
Stele di Berzo Inferiore (Val Camonica)
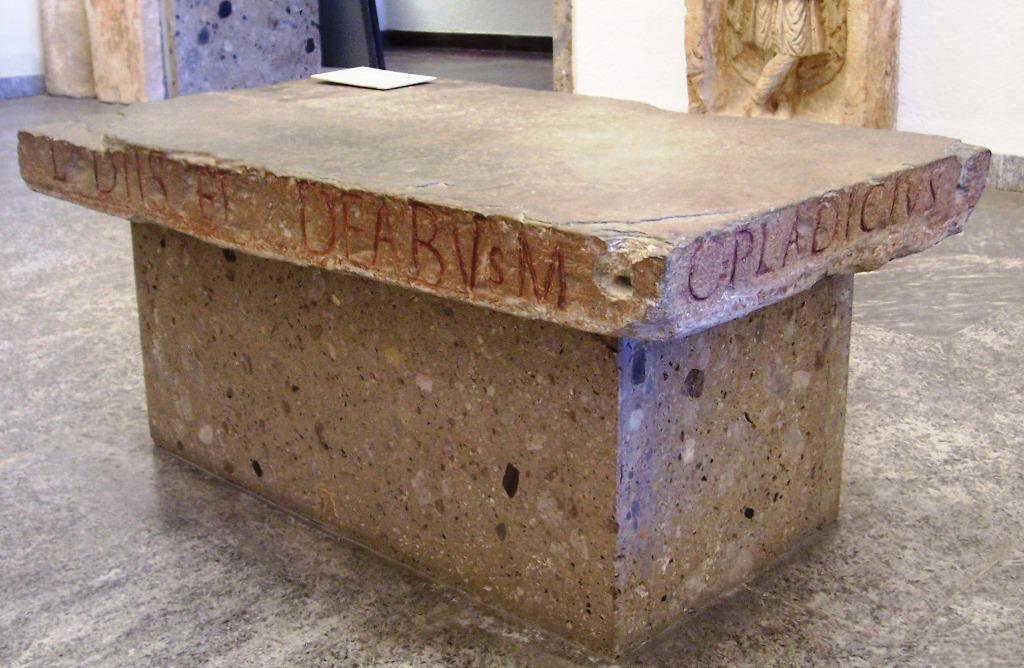
Tavola di Cividate Camuno (Val Camonica)
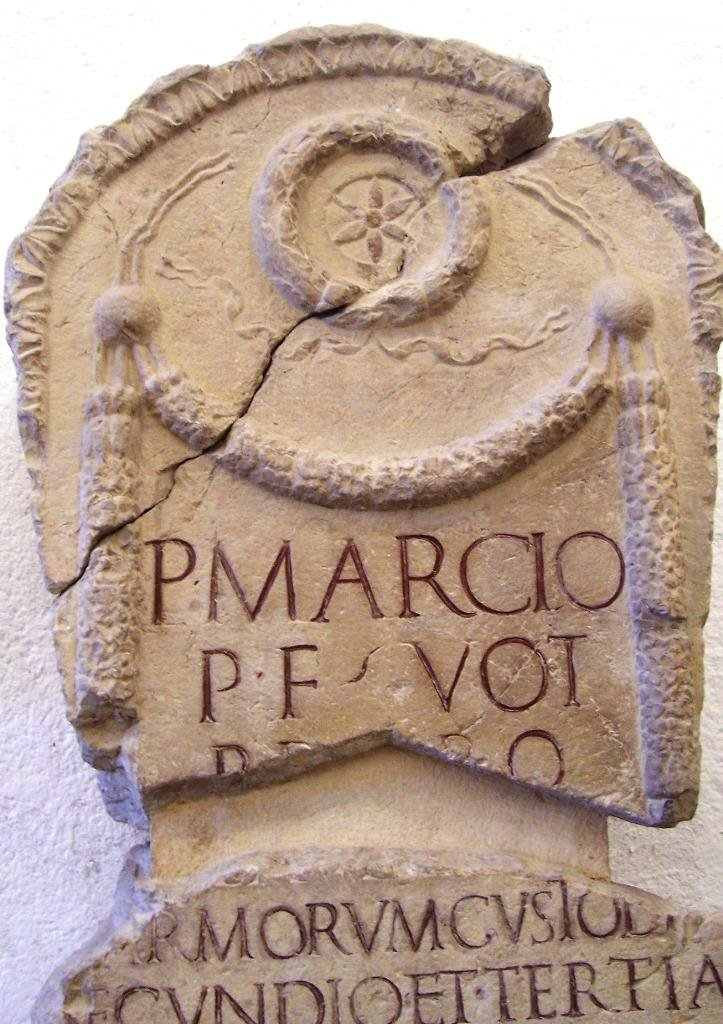
Stele di Clusone